# Bronzi di Riace
I Bronzi di Riace sono due statue di bronzo di provenienza greca databili rispettivamente al 460 e 430 a.C., pervenute in eccezionale stato di conservazione.
Le due statue – rinvenute il 16 agosto 1972 nei pressi di Riace Marina, oggi nella città metropolitana di Reggio Calabria – sono considerate tra i capolavori scultorei più significativi dell'arte greca, e tra le testimonianze dirette dei grandi maestri scultori dell'età classica. Le ipotesi sulla provenienza e sugli autori delle statue sono diverse, ma non esistono ancora elementi che permettano di attribuire con certezza le opere ad uno specifico scultore.
I bronzi si trovano al Museo archeologico nazionale di Reggio Calabria, luogo in cui sono stati riportati nel dicembre 2013, dopo la rimozione e il soggiorno per tre anni con annessi lavori di restauro presso Palazzo Campanella, sede del consiglio regionale della Calabria a causa dei lavori di ristrutturazione dello stesso museo. I Bronzi di Riace sono diventati uno dei simboli del paesino stesso e della città di Reggio Calabria.

## Il recupero

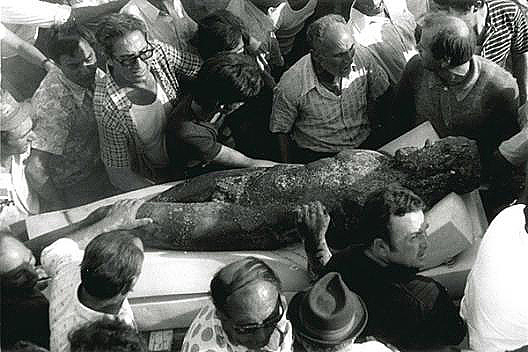
Il ritrovamento delle statue il 16 agosto 1972

Il 16 agosto 1972, a 230 metri dalle coste di Riace Marina, vennero rinvenute a 8 metri di profondità le statue dei due guerrieri che sarebbero diventate famose come i Bronzi di Riace. L'attenzione del subacqueo Stefano Mariottini fu attratta dal braccio sinistro di quella che poi sarebbe stata denominata statua A, unico elemento che spuntava dal fondo sabbioso. Per sollevare e recuperare i due capolavori, il Centro subacquei dell'Arma dei Carabinieri utilizzò un pallone gonfiato con l'aria delle bombole. Il 21 agosto dello stesso anno fu recuperata la statua B, mentre il giorno dopo toccò alla statua A (che ricadde sul fondo prima d'essere portata al sicuro sulla spiaggia).
Nella denuncia ufficiale depositata il 17 agosto 1972 con Protocollo n. 2232 presso la Soprintendenza alle antichità della Calabria a Reggio, Stefano Mariottini: «...dichiara di aver trovato il giorno 16 c.m. durante una immersione subacquea a scopo di pesca, in località Riace, 130 circa chilometri sulla SS Nazionale ionica, alla distanza di circa 300 metri dal litorale ed alla profondità di 10 metri circa, un gruppo di statue, presumibilmente in bronzo. Le due emergenti rappresentano delle figure maschili nude, l'una adagiata sul dorso, con viso ricoperto di barba fluente, a riccioli, a braccia aperte e con gamba sopravanzante rispetto l'altra. L'altra risulta coricata su di un fianco con una gamba ripiegata e presenta sul braccio sinistro uno scudo. Le statue sono di colore bruno scuro salvo alcune parti più chiare, si conservano perfettamente, modellato pulito, privo di incrostazioni evidenti. Le dimensioni sono all'incirca di 180 cm.».
Sul lato sinistro di questa denuncia ufficiale, tutta battuta a macchina, è un appunto scritto a mano, di colore rosso, a firma Giuseppe Foti (soprintendente scomparso poco prima dell'arrivo dei Bronzi a Reggio di Calabria): «La presente segnalazione fa seguito alla comunicazione telefonica del 16 agosto 1972, ricevuta alle ore 21 che denunziava la scoperta.».
Durante i primi interventi di pulitura dalle concrezioni marine (eseguiti dai restauratori del Museo nazionale della Magna Grecia di Reggio Calabria), apparve evidente la straordinaria fattura delle due statue. Fu confermata infatti la prima ipotesi secondo cui i bronzi dovevano essere autentici esemplari dell'arte greca del V secolo a.C., venuti ad affiancare quindi le pochissime statue in bronzo che sono giunte fino a noi complete, come quelle conservate in Grecia: l'Auriga di Delfi e il Cronide di Capo Artemisio al Museo Archeologico Nazionale di Atene.

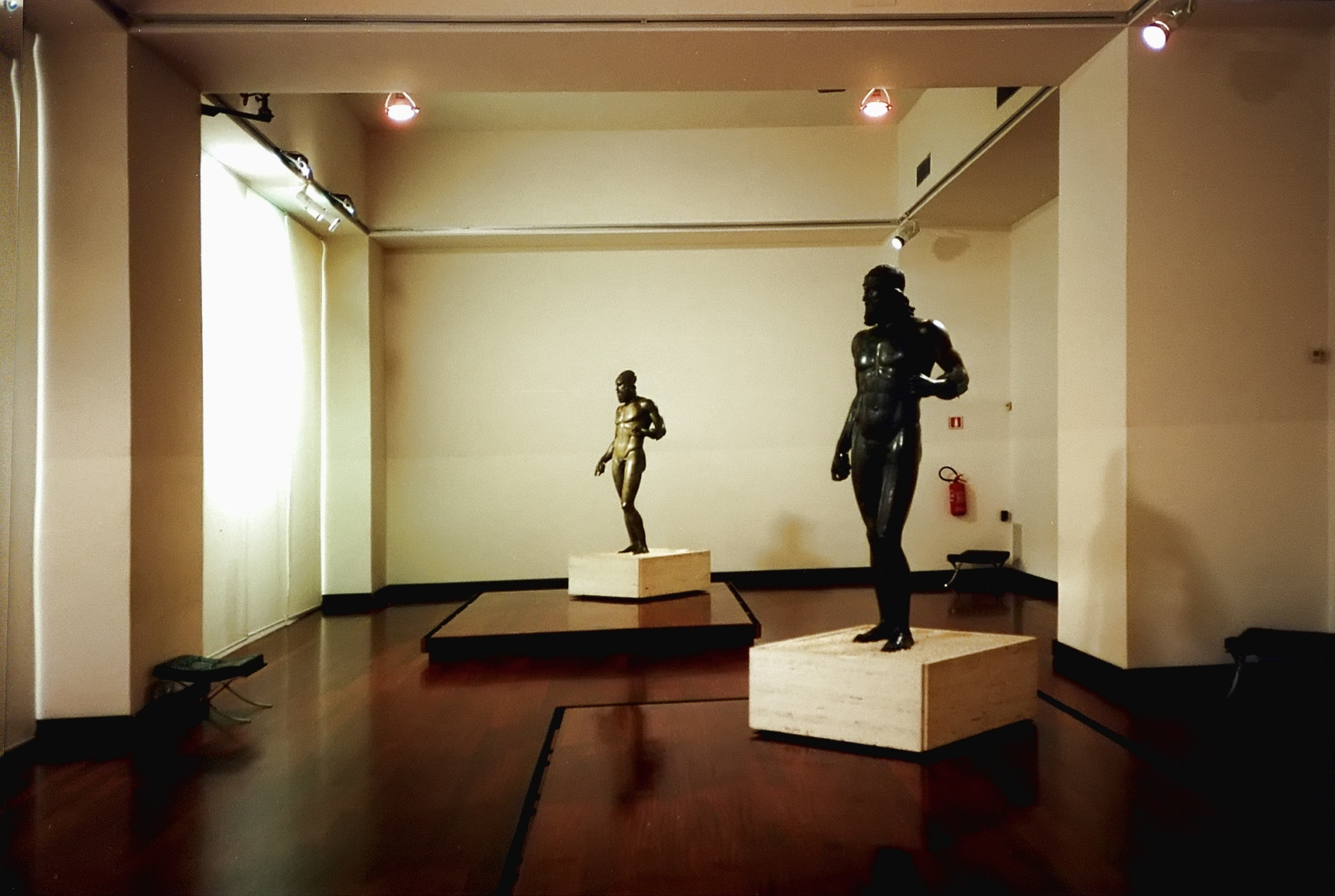
Divenuti ormai tra i simboli della città di Reggio Calabria, i Bronzi di Riace sono custoditi al Museo nazionale della Magna Grecia.

A Reggio Calabria l'équipe di tecnici lavorò alla pulitura delle due statue fino al gennaio 1975, quando la Soprintendenza reggina ebbe la certezza che sarebbe stato impossibile eseguire un completo e valido restauro delle statue utilizzando solo i limitati strumenti che erano a disposizione del proprio laboratorio. Fu allora che si decise di trasferirle al più attrezzato Centro di Restauro della Soprintendenza Archeologica della Toscana, costituito dopo l'alluvione del 1966.
Oltre alla pulizia totale delle superfici eseguita con strumenti progettati appositamente, a Firenze le statue furono sottoposte ad analisi radiografiche, necessarie per conoscerne la struttura interna, lo stato di conservazione e lo spessore del metallo. Le indagini portarono ad un primo esito sorprendente: il braccio destro della statua B e l'avambraccio sinistro su cui era saldato lo scudo risultarono di una fusione diversa dal resto della statua, furono infatti saldati in epoca successiva alla realizzazione della statua in sostituzione delle braccia originali probabilmente per rimediare ad un danneggiamento sopravvenuto quando la statua era già in esposizione. Durante la meticolosa pulizia si scoprirono alcuni particolari per i quali era stato usato materiale differente dal bronzo: argento per i denti della statua A e per le ciglia d'entrambe le statue, avorio e calcare per le sclere, rame per le labbra e le areole dei capezzoli di entrambe le statue. Le operazioni di restauro - che durarono cinque anni - si conclusero il 15 dicembre 1980 con l'inaugurazione di un'esposizione per sei mesi delle due statue sul grande palcoscenico del turismo fiorentino, presso il Museo Archeologico di Firenze come pubblico omaggio all'impegno tecnico e al lavoro lì svolto. Fu proprio quest'esposizione fiorentina, seguita da quella successiva di Roma, a fare da primo detonatore per il non più tramontato clamoroso entusiasmo nazionale ed internazionale per i due Bronzi trovati a Riace.

Francobolli delle Poste Italiane raffiguranti i Bronzi di Riace

Pur essendo stato fatto durante il restauro fiorentino un trattamento conservativo, nei primi anni novanta comparvero numerosi fenomeni di degrado, che hanno fatto propendere per lo svuotamento totale del materiale anticamente servito per modellare le figure (la cosiddetta "terra di fusione") e parzialmente lasciato dai restauratori fiorentini all'interno delle due statue. In questa occasione l'intervento di contrasto alla formazione di ossidi rameosi è stato realizzato con il nitrobenzolo.
Così nel 1995, terminata la pulizia interna e dopo aver subito un trattamento anti corrosione, i due Bronzi sono stati nuovamente collocati nella grande sala del museo reggino, tenuta a clima controllato con l'umidità al 40-50% e la temperatura compresa tra i 21 e i 23 °C.
Nel 2009, i Bronzi di Riace sono stati trasportati al Palazzo Campanella, il palazzo della regione, dove era stato allestito un laboratorio aperto al pubblico. Restauratori esperti, coordinati da Paola Donati e Nuccio Schepis, dell'Istituto superiore per la Conservazione e il Restauro, iniziarono i lavori di restauro delle due statue raffiguranti antichi guerrieri che sono stati completati nel 2011.
Si sono potuti osservare i chiodi, di cui alcuni a sezione quadrata, utilizzati dagli artisti per mantenere ferma la struttura durante la fusione. Le gammagrafie effettuate mettono in evidenza le cricche e le fratture dei due bronzi, in particolare sul naso e sulla barba del Giovane e dimostrano le fragilità di queste opere. Si conosce anche la percentuale esatta della lega utilizzata per la realizzazione delle due statue. Ma la vera novità consiste nell'individuazione delle tecniche usate per la realizzazione degli occhi e delle bocche delle due statue che sono state osservate per la prima volta dopo l'eliminazione delle terre di fusione all'interno delle teste con l'utilizzo di strumentazioni endoscopiche. Inoltre sono stati individuati analiticamente i materiali costitutivi usati per la realizzazione degli stessi elementi anatomici. 
Al termine del restauro, all'interno è stato usato un prodotto chimico che le preserverà dalla corrosione.
Inoltre, su progetto di ABDR Architetti Associati (Maria Laura Arlotti, Michele Beccu, Paolo Desideri, Filippo Raimondo), vengono create delle nuove basi antisismiche, realizzate in marmo di Carrara, che assicurano il massimo isolamento delle statue nei confronti delle sollecitazioni dei terremoti nelle direzioni orizzontali e verticale. Per ciascuna statua è stata realizzata una base costituita da due blocchi di marmo sovrapposti; su entrambe le superfici interne dei due blocchi sono state scavate - in modo speculare - quattro calotte concave, nel mezzo delle quali sono collocate quattro sfere, anch'esse di marmo. Le calotte concave e le sfere di marmo svolgono la funzione antisismica, e la loro dimensione viene definita in fase di progettazione in rapporto al grado di protezione sismica necessaria. Tra i due blocchi sono installati anche elementi dissipativi in acciaio inox per l'isolamento sismico da oscillazioni nella direzione verticale. La soluzione progettuale, di assoluta innovatività per la musealizzazione, prevede un dispositivo antisismico di tipo morfologico anziché quello meccanico usualmente adottato. La realizzazione delle basi in marmo si presta come la più compatibile con il bronzo delle statue, e i dispositivi installati richiedono una manutenzione minima. In presenza di un terremoto sarà la parte sottostante della base a subire l'azione sismica, e si potrà muovere con il terreno senza trasmettere alla parte superiore le sollecitazioni, in quanto completamente assorbite dal movimento delle sfere all'interno delle cavità ricavate nel marmo. Il movimento delle sfere rende il sistema di protezione poco rigido e con un attrito molto ridotto, caratteristiche che minimizzano o rendono quasi nulle le sollecitazioni. Il sistema è particolarmente adatto per le statue sviluppate in verticale, come i Bronzi di Riace, o il David di Michelangelo, che hanno una base di appoggio molto ridotta e che quindi presentano nelle gambe il loro punto di maggiore vulnerabilità anche alle minime oscillazioni, che ne possono compromettere l'integrità strutturale e causare il ribaltamento. Le verifiche di funzionalità delle basi antisismiche sono state effettuate da ENEA (che ne ha curato anche progettazione e realizzazione) presso il centro ricerche "Casaccia", utilizzando le tavole vibranti del Centro e delle copie in scala reale dei bronzi.
Nel dicembre del 2013, i Bronzi sono finalmente tornati nel museo di Reggio Calabria, esposti in un'apposita stanza completamente asettica, alla quale possono accedere circa venti persone per volta dopo essere passate da una stanza con un filtro per i germi.

### Ipotesi su datazione, provenienza e artefici

Ricostruzione filmica (a cura del regista Pippo Cappellano) del recupero dei Bronzi con l'utilizzo di due copie in resina. Briatico, 1983.

I due bronzi sono quasi certamente opere originali dell'arte greca del V secolo a.C., e dal momento del ritrovamento hanno stimolato gli studiosi alla ricerca dell'identità dei personaggi e degli scultori. Ancora oggi non è stata raggiunta unanimità per quanto riguarda la datazione, la provenienza e tanto meno gli artefici delle due sculture.
Tra chi sostiene che si tratti di opere realizzate in tempi diversi qualcuno afferma che la parte superiore della statua A appare alquanto statica, ricordando alcuni modi dello Stile severo della prima metà del V secolo a.C., mentre la statua B, con la sua esatta e naturale presenza nello spazio, sarebbe dimostrazione di quel superamento di rigidezza nella figura, che la scultura greca incominciò a presentare solo nel corso della seconda parte del V secolo a.C.; ciò ha portato a ipotizzare che la statua A potesse essere opera di Fidia o della sua cerchia, realizzata intorno al 460 a.C. e che la statua B fosse da collegare a Policleto, nella torsione del busto e nella posizione di riposo della gamba sinistra, realizzata perciò alcuni decenni dopo, verso il 430 a.C. Nella ricerca degli scultori, sono stati fatti anche i nomi d'altri famosi bronzisti dell'antichità, fra i quali Pitagora di Reggio, attivo dal 490 al 440 a.C., scultore di molte statue ricordate in Grecia e Magna Grecia, che fu capace per primo di rappresentare minutamente sia i capelli che altri particolari anatomici, come ad esempio le vene.
Insieme alle congetture sui possibili scultori, si sono formulate ipotesi che riguardano da una parte l'identità dei due personaggi raffigurati, dall'altra le località del mondo di cultura greca che aveva ospitato le opere. Per quanto concerne l'identità dei soggetti, certamente ci troviamo di fronte a raffigurazioni di divinità o eroi, perché la realizzazione di statue del genere era sempre dovuta alla committenza di una città o di una comunità che intendeva celebrare i propri Dei o eroi, impegnando un artista, per oltre un anno di lavorazione per ogni statua, e in più, mettendogli a disposizione un materiale, il bronzo, molto costoso. Fino ad oggi, le ipotesi fatte sull'identità dei personaggi, citando divinità ed eroi dell'antica comunità greca, non essendo sostenute da indizi reali, non hanno potuto risolvere gli interrogativi posti dai due Bronzi.
Riguardo alle località che anticamente possono aver ospitato le statue (al di là dell'ipotizzata provenienza da Reggio stessa, Locri Epizefiri, Olimpia o Atene), si è seguito l'indizio reale costituito dai tenoni ancora presenti, al momento del ritrovamento, sotto i piedi dei due Bronzi – usati originariamente per ancorarli a basi di pietra. I calchi dei tenoni, seguendo una delle ipotesi più affascinanti, sono stati trovati nei Donari del Santuario di Apollo a Delfi, dove però non hanno trovato collocazione giusta in nessuna base di monumento ancor oggi esistente, facendo restare non dimostrata anche l'ipotesi della provenienza di almeno una delle due statue dal complesso degli ex voto che, ai lati della Via Sacra del Santuario, comprendeva al tempo un centinaio di statue d'eroi della comunità greca.
Come l'attribuzione dello scultore e l'identificazione delle due statue, è ancora incerta la località di partenza del viaggio di queste statue, perché la nave che li trasportava si trovava lungo una rotta marittima normalmente seguita tra Grecia, Magna Grecia e Italia tirrenica (e viceversa); naturalmente non si hanno poi indicazioni sulla destinazione del trasporto.
Qualcosa si può dire in merito alla presenza delle due statue su una nave che fece naufragio, o che si liberò del peso delle due statue per non affondare, in quel tratto della costa calabra. Infatti le due statue sono praticamente integre (non in pezzi com'erano invece quelle, avviate alla fusione, della nave della Testa del Filosofo), ed hanno ambedue i tenoni in piombo alla base dei piedi che indicano come fossero state in precedenza fissate su basamenti, quindi esposte in pubblico; prendendo in considerazione tutto questo si può verosimilmente pensare che la nave facesse un trasporto per traffico antiquario di statue che non erano più riconosciute come simboli ma considerate solo come opere d'arte. Come conseguenza di questa ipotesi del commercio antiquario, si può anche ipotizzare l'arco di tempo nel quale avvenne il trasporto e l'affondamento delle due statue: tra il I secolo a.C. e il I secolo d.C., quindi durante il periodo in cui fu forte l'innamoramento romano per la cultura greca.

## Descrizione e stile
I Bronzi di Riace presentano una notevole elasticità muscolare essendo raffigurati nella posizione definita a chiasmo. In particolare il bronzo A appare più nervoso e vitale, mentre il bronzo B sembra più calmo e rilassato. Le statue trasmettono una notevole sensazione di potenza, dovuta soprattutto allo scatto delle braccia che si distanziano con vigore dal corpo. Il braccio piegato sicuramente sorreggeva uno scudo, l'altra mano certamente impugnava un'arma. Il bronzo B ha la testa modellata in modo strano, appare piccola perché consentiva la collocazione di un elmo corinzio. Il braccio destro e l'avambraccio sinistro della statua B hanno subito un'altra fusione, probabilmente per un intervento di restauro antico.
Lo studio dei materiali e della tecnica di fusione rivela comunque una certa differenza tra le due statue, che secondo alcuni potrebbero essere attribuite ad artisti differenti o realizzate in epoche distinte oppure da uno stesso artista in luoghi differenti.
A seguito del restauro terminato il 14 giugno 1995, il materiale interno ai Bronzi ha rivelato la tecnica usata per realizzare la forma delle due statue. Si è appreso che, intorno al simulacro iniziale, il modello finale (prima del perfezionamento nei dettagli con la cera), fu realizzato sovrapponendo varie centinaia di strisce d'argilla, rese facili da manipolare perché vi erano stati mescolati peli d'animali. Era questo un modo di lavoro particolarmente difficile e lento, che però alla fine riusciva a far crescere nel modo voluto le masse del corpo e dei muscoli, come dimostrano le stratificazioni concentriche dell'argilla trovata nelle gambe e nel torace dei due Bronzi.

### Prime ipotesi (1979-1992)

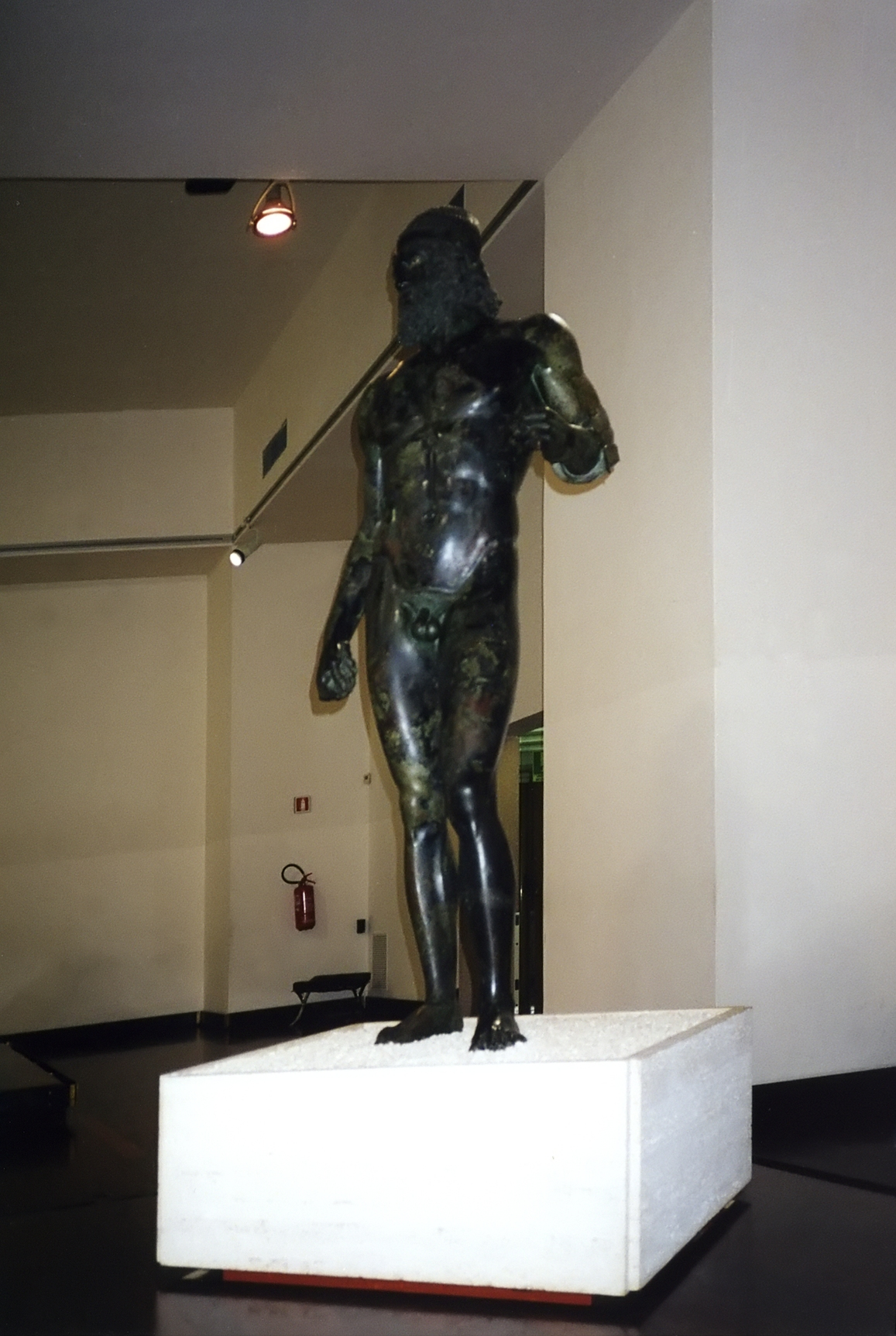
Guerriero A, probabilmente Tideo o Polinice.

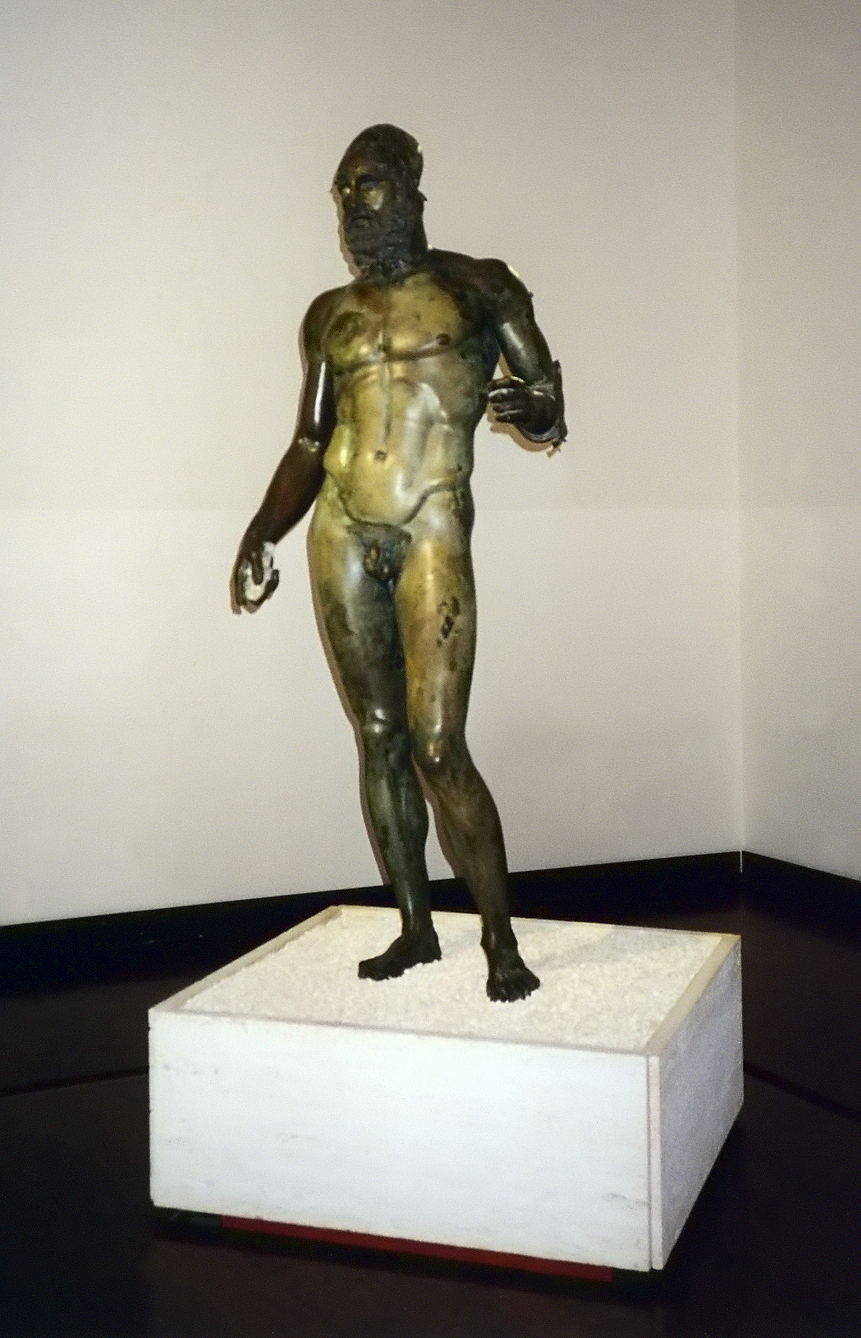
Guerriero B, probabilmente Anfiarao o Eteocle.

Tra il 1979 e il 1982 W. Fuchs ipotizzò che le due statue appartenessero al donario degli Ateniesi a Delfi, e che fossero opera di Fidia . Con questa opinione concordano Alberto Busignani, Antonio Giuliano e Maurizio Harari. Le opere sarebbero state realizzate verso la metà del V secolo a.C.
Nel 1982 Carlo Odo Pavese lanciò l'ipotesi che le statue ritraessero due oplitodromi, e che fossero opera di due distinti artisti attici. 470-460 a.C. per il bronzo A, 430 a.C. per il bronzo B.
Hans Peter Isler, nel 1983 e Paolo Enrico Arias nel 1984 pensarono a due eroi ateniesi, opera di Fidia il bronzo A, verso il 460-450 a.C. e della sua scuola il bronzo B, realizzato un trentennio dopo.

#### Ipotesi di Rolley
Nello stesso anno (1983) Claude Rolley, professore emerito dell'Università della Borgogna e tra i massimi studiosi di statue bronzee, sostiene che il bronzo A rappresenterebbe un eroe eponimo attico, scolpito da un artista ateniese verso il 460 a.C.; mentre il bronzo B sarebbe un altro eroe eponimo attico, scultura di provenienza della scuola fidiaca, con una datazione al 430 a.C. La ricostruzione offerta dal Rolley è differente dalle precedenti, poiché la statua A sarebbe stata realizzata senza l'elmo, data la presenza di un perno tagliato e ribattuto per sostenere forse una protezione della testa dagli escrementi degli uccelli, e la fascia all'altezza delle tempie avrebbe invece il significato iconografico di un diadema, simbolo di un re attico.
Ma l'ipotesi di un "meniskos" non sembra reggere alla prova dei fatti, essendo chiaro che un perno usato per sostenere l'elmo corinzio si sia rotto e sia stato sostituito da un altro più robusto, rinvenuto in effetti al centro della testa. Riguardo al diadema poi, i segni sulla testa mostrano la presenza di un elmo che copriva quasi totalmente la fascia, negando dunque anche questa ipotesi. Inoltre le due fasce pendenti di cui sono dotati i diademi in tutte le loro rappresentazioni non sono presenti nella statua A, dove invece la fascia sembra essere la protezione tra la testa e l'elmo del personaggio.

#### Ipotesi di Paribeni
Affermando con chiarezza che il Bronzo A non sia di fattura attica, Enrico Paribeni indaga nella tanto celebrata scultura magnogreca, di cui però oggi non rimane molto. Considerando dunque con maggiore attenzione il luogo del rinvenimento (nella Locride reggina) e respingendo l'ipotesi di un possibile abbandono del carico da parte di una nave di passaggio, Paribeni ritiene che il Bronzo A rappresenti un eroe, forse Aiace Oileo, scolpito da un artista peloponnesiaco tra il 460 e il 450 a.C.; mentre il Bronzo B uno stratego, scolpito da un artista dell'ambito attico tra il 410 e il 400 a.C. La supposizione che la statua A raffiguri Aiace Oileo avrebbe come unica prova quella di essere "eroe nazionale" dei Locresi Ozoli della Grecia, i quali potrebbero essere tra i fondatori della Locri nella provincia reggina. Inoltre Paribeni si accosta ad altri che individuano tra le due statue un'ampia distanza cronologica, ritenendo il Bronzo A di stile severo ed il Bronzo B di stile classico maturo.
Ma se tale considerazione deriva dalla conoscenza che si ha della storia della scultura in ambito ateniese, non si può dire lo stesso di quella occidentale, dato che opere di scuole artistiche differenti da quella attica (peloponnesiaca, magnogreca e siceliota) hanno avuto un'evoluzione abbastanza differente. Inoltre riguardo alla statua B Paribeni non ha un'ipotesi chiara, tant'è che incorre in errore supponendo che essa possa aver impugnato una spada con la mano destra, contrariamente a quanto è stato accertato, cioè che la statua portava una lancia.

#### Ipotesi di Di Vita

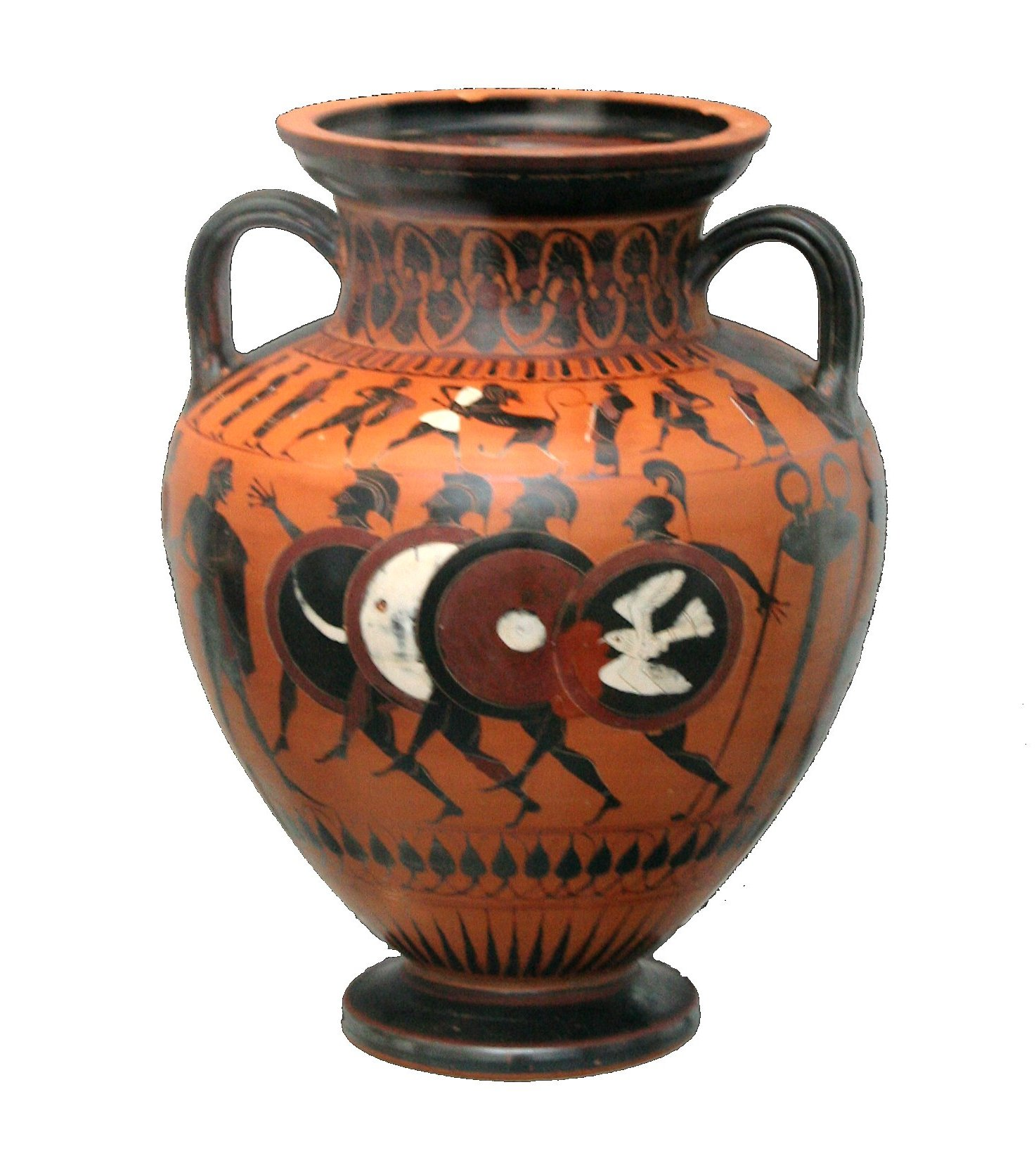
Vaso greco raffigurante una corsa di oplitodromi

L'archeologo italiano Antonino Di Vita avanza una originale ipotesi ritenendo che i due bronzi raffigurino degli atleti vincitori nella specialità della corsa oplitica (corsa con le armi); la statua A sarebbe opera di un artista attico, forse Mirone, datata al 460 a.C., mentre la statua B di un altro artista attico, eseguita intorno al 430 a.C. L'ipotesi di Di Vita è legata alla ricostruzione di elementi mancanti nelle due statue, che lo studioso sostiene aver individuato nella presenza ipotetica del simbolo di una vittoria olimpica (ad es. un ramo d'ulivo o d'alloro) tenuto nelle mani destre dei bronzi, e nella presenza di un elmo calcidese sulla testa della statua A.
Ma i successivi studi hanno in effetti dimostrato che le statue reggevano delle lance, cosa che smentisce in maniera definitiva le ipotesi che vedono i bronzi come la raffigurazione di due atleti. Inoltre la ricostruzione presentata dallo studioso riguardo all'elmo della statua A è incompatibile con i segni presenti sulla testa, che mostrano invece la presenza di un elmo corinzio.

#### Ipotesi di Dontás

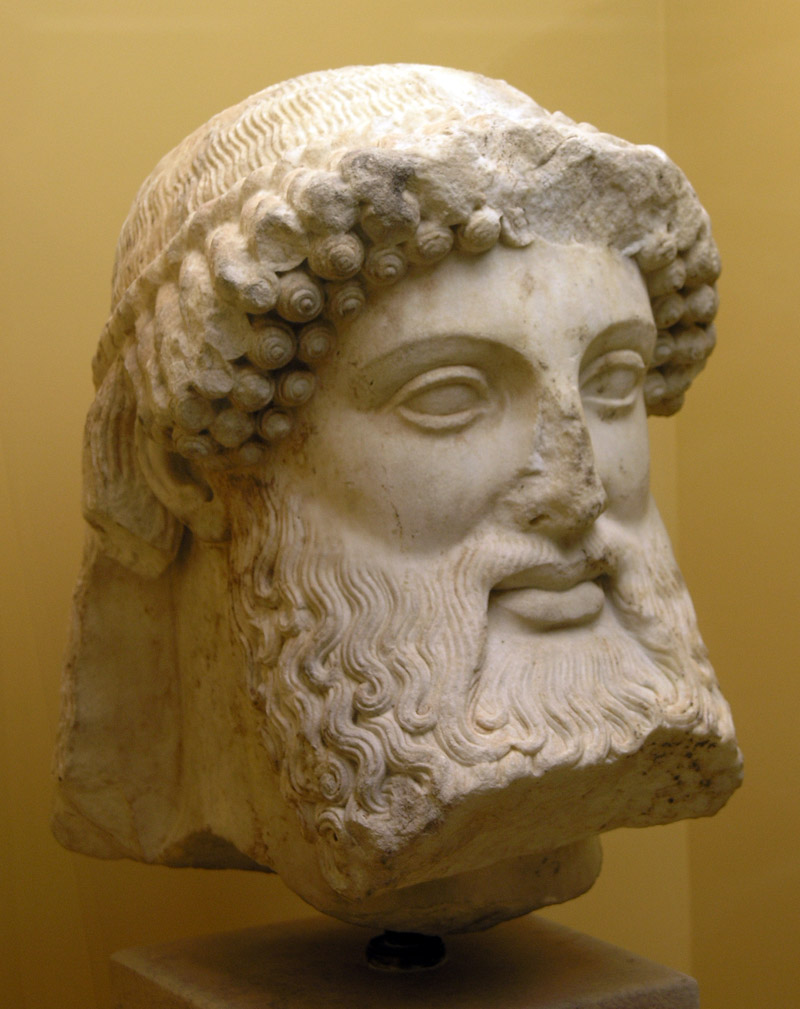
Hermes Propylaios di Alkamenes

L'archeologo greco Geórgios Dontás si accosta invece agli studiosi che - probabilmente per l'eredità culturale degli ultimi secoli intrisa di neoclassicismo - respingono la possibilità che si tratti di due opere realizzate nell'occidente greco, dando per scontato che si tratti di opere attiche, ed in particolare ateniesi. Secondo lo studioso il bronzo A rappresenterebbe un eroe eponimo ateniese, scolpito da Mirone e collocato nell'agorà di Atene; mentre il bronzo B raffigurerebbe un altro degli eroi eponimi di Atene, opera dello scultore attico Alkamenes; le due opere sarebbero dunque state scolpite entrambe verso il 450 a.C.
Ma oltre ad una poco attenta visione ellenocentrica, che respinge la scultura magnogreca e siceliota con una semplice generica affermazione, i confronti proposti dall'archeologo con alcune copie romane di opere greche, quali la testa di Zeus (copia di un'opera di Mirone), la testa di Hermes Propylaios (copia di un'opera di Alkamenes), appaiono abbastanza lontani dai due Bronzi da Riace, la cui perfezione nella resa dei capelli e della barba risulta chiaramente opera di una scuola totalmente differente. Inoltre gli indizi riguardo a una possibile collocazione ateniese delle due statue si sono dimostrati del tutto inconsistenti, anche nel caso di ipotesi che vedevano una collocazione ad Olimpia nel donario degli Achei, o l'ipotesi - molto in voga alla fine degli anni ottanta - di un'attribuzione addirittura a Fidia per il donario degli Ateniesi a Delfi, che sono state progressivamente abbandonate dagli studiosi.

#### Ipotesi di Harrison, Bol e Deubner

Mappa del sito di Olimpia. Al centro (nº 17) il Donario degli Achei.

Per quanto riguarda una possibile localizzazione in Grecia delle statue, si sono espressi anche altri studiosi. Ad esempio nel 1985 E. Harrison, ritiene che i due bronzi, opere di Onata eseguite tra il 470 ed il 460 a.C., appartengano al donario degli Achei ad Olimpia, cosa che esprimono l'anno seguente anche P.C. Bol e O. Deubner.

#### Ipotesi di Stucchi
Secondo l'ipotesi avanzata dall'archeologo Sandro Stucchi, i bronzi rappresenterebbero entrambi il pugile Euthymos da Locri Epizephiri, ritratto: nella statua A scolpito poco dopo il 470 a.C. da Pitagora di Reggio come "vincitore a Temesa"; mentre nella statua B scolpito da un artista magnogreco poco prima del 425 a.C. che lo avrebbe eroizzato dopo la morte presentandolo come un pugile. Il mito vuole infatti che Euthymos abbia prima sconfitto un demone che terrorizzava gli abitanti di Temesa, e poi vinto le olimpiadi nella specialità del pugilato. Ciò ha portato lo Stucchi per primo a formulare un'ipotesi che consideri le due statue nell'insieme, affermando che una probabile cuffia da integrare sulla testa del Bronzo B (visibile sotto l'elmo corinzio anticamente presente sulla statua), sarebbe l'elemento caratterizzante dell'iconografia del pugile, quindi corrispondente al mito di Euthymos.
Ma osservando attentamente il copricapo dei pugili, ci si accorge che esso appare iconograficamente molto diverso, con due lembi laterali molto lunghi e senza il paranuca, elemento caratterizzante invece dell'elemento sul bronzo B.

#### Ipotesi di Holloway
L'archeologo americano R. Ross Holloway pubblica nel 1998 un'ipotesi secondo cui i bronzi sono la rappresentazione di due ecisti (fondatori) di città della Sicilia (probabilmente Gela, Akragas o Camarina). Inoltre egli ritiene che esse siano opere realizzate intorno alla metà del V secolo a.C. da un bronzista siceliota. Secondo Holloway, le statue sarebbero state saccheggiate nel 406 o 405 dai Cartaginesi, su una nave affondata al largo della Sicilia. L'apparizione nei pressi di Riace sarebbe dovuta ad un tentativo di sottrazione e vendita all'estero: le statue sarebbero state depositate dai primi scopritori solo temporaneamente, prima che un secondo ritrovamento fosse denunciato alle autorità competenti.

#### Ipotesi di Ridgway
Contrariamente a tutti gli altri studiosi, nel 1981 Brunilde Sismondo Ridgway ritiene che i Bronzi siano di epoca romana, e che raffigurino due guerrieri di un poema epico, prodotti di scuola eclettica e classicistica realizzati tra il I secolo a.C. ed il I secolo d.C., ma la statua B più recente di circa venti anni.
Ma l'ipotesi non ha trovato reali prove, nata probabilmente dal fatto che nelle due statue mancano i caratteri attici, non ha infatti avuto l'adesione di alcun altro studioso. Inoltre lo spessore del bronzo delle statue è così esiguo da non corrispondere alle opere d'epoca romana.

### Nuove ipotesi (dopo il 1995)
Gli elementi forniti dal nuovo restauro sono stati oggi uniti agli studi sull'esegesi eseguiti da Stucchi riguardo agli attributi delle due statue andati perduti. Egli, attraverso articoli scientifici ha sgombrato il campo internazionale da alcune fantasiose ipotesi avanzate dagli archeologi, riconducendo dunque all'obiettività scientifica gli elementi da ricostruire.
Ciò ha portato ad un'analisi esclusivamente scientifica delle fonti storiche, dei materiali e degli stili, che ha permesso a Paolo Moreno e Daniele Castrizio di formulare due nuove ipotesi, probabilmente molto vicine alla realtà dei fatti.
Tali ipotesi sono avvalorate da considerazioni tecnico-scientifiche, a differenza delle precedenti congetture scaturite dagli ottimi, ma pur sempre soggettivi, occhi degli esperti in materia.
Il fatto che le statue appartengano al medesimo gruppo viene indicato dai risultati dell'ultimo intervento di restauro eseguito tra il 1992 e il 1995 dall'Istituto Centrale per il Restauro. In seguito alla rimozione della terra di fusione all'interno delle statue, per evitare che il metallo si corrodesse, i campioni di materiale hanno permesso di effettuare nuovi studi e dunque di formulare una nuova e più accreditata ipotesi.

#### Ipotesi di Moreno
La strada seguita da Paolo Moreno, che sembra essere riuscito a fissare dei punti fermi su un numero consistente di dati certi, riguarda lo studio delle terre di fusione e di probabili documenti storici.
Tenendo conto delle precedenti ipotesi di attribuzione, Moreno scarta l'ipotesi, per quanto riguarda la statua A, che si possa trattare di un eroe o un atleta, data la sua raffigurazione in atteggiamento "ostile"; mentre la forte carica emotiva nell'espressione facciale della statua B escluderebbe la raffigurazione di un personaggio storico. Piuttosto le statue sembrano essere le rappresentazioni di personaggi mitologici, appartenenti allo stesso gruppo statuario.
Effettuando studi approfonditi sulla terra di fusione e sui documenti storici, Moreno ha formulato una buona ipotesi sulla provenienza e la datazione delle due statue. In particolare:
- Il Bronzo A (il giovane) potrebbe raffigurare Tideo, un feroce eroe dell'Etolia, figlio del dio Ares e protetto dalla dea Atena.
- Il Bronzo B (il vecchio) sarebbe invece Anfiarao, il profeta guerriero che profetizzò la propria morte sotto le mura di Tebe.

Entrambi infatti parteciparono alla mitica spedizione della città di Argo contro quella di Tebe (episodio noto come i Sette contro Tebe) che, come lo stesso Anfiarao aveva previsto, ebbe conclusione disastrosa.
Identificazione degli artisti
Analizzando la terra estratta dai fori nei piedi, si scoprì che quella presente nel bronzo B proveniva dall'Atene del V secolo a.C., mentre quella presente nel bronzo A dalla pianura dell'antica città di Argo risalente allo stesso periodo. Dallo stesso studio si evince che le statue furono fabbricate con la fusione diretta, un metodo poco usato che non consentiva errori quando si versava il bronzo fuso perché dopo, il modello originale andava per sempre perduto.
Dunque la provenienza della terra e l'analisi della tecnica usata inducono a pensare che:
- l'autore del bronzo A (Tideo, il giovane) sia Agelada, uno scultore di Argo che lavorava presso il santuario di Delfi verso la metà del V secolo a.C. Tideo assomiglia molto alle decorazioni presenti nel tempio di Zeus a Olimpia.
- Moreno conferma l'ipotesi dell'archeologo greco Geórgios Dontás riguardo al bronzo B (Anfiarao, il vecchio) affermando che a scolpirlo fu Alkamenes, originario di Lemno, onorato di cittadinanza ateniese per la sua bravura artistica.

Esame dei documenti storici
Non meno importante è lo studio dei documenti storici di Pausania, che scrisse una sorta di guida turistica della Grecia tra il 160 e il 177. Pausania descrive un monumento ai Sette contro Tebe nell'agorà di Argo, gli eroi che fallirono l'impresa, e gli Epigoni (i loro figli) che affrontarono nuovamente l'impresa con successo. Il monumento ad Argo comprendeva una quindicina di statue, delle quali facevano parte i due Bronzi di Riace, adornate di lance, elmi, spade e scudi (lo si evince sia dalla posizione delle braccia che dal ritrovamento successivo del bracciale di uno scudo in bronzo, sugli stessi fondali di Riace).

#### Ipotesi di Castrizio

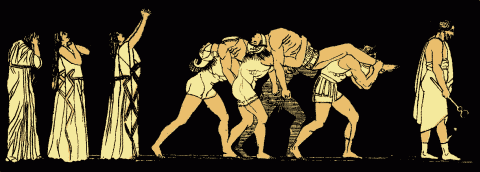
Eteocle e Polinice

Dagli studi effettuati sui segni lasciati dagli attributi mancanti sulle statue e dallo studio dei documenti storici, l'archeologo Daniele Castrizio ha formulato una nuova ipotesi sull'identificazione delle statue e dell'artefice. Egli ritiene infatti che si possa trattare dell'originale del gruppo statuario di Eteocle e Polinice, opera di Pitagora di Reggio, scultore celebrato nell'antichità poiché: 
(Plinio il Vecchio, XXXIV 59)
In particolare secondo il Castrizio:
- il Bronzo A (il giovane) potrebbe raffigurare Polinice
- il Bronzo B (il vecchio) sarebbe invece Eteocle

I bronzi di Riace si presentano integri nella loro "nudità eroica", stando dunque ai segni presenti sulle due statue si deduce che gli elementi che sicuramente facevano parte dell'iconografia sono:
- un elmo di tipo corinzio;
- uno scudo;
- una lancia da oplita.

Dunque non raffigurati come atleti, re, filosofi o divinità, ma essenzialmente come dei guerrieri eroizzati. Osservando le due statue inoltre, in base alle proporzioni e alla loro reciproca somiglianza, si deduce che esse appartengano chiaramente ad un unico gruppo statuario, concepite dall'artista volutamente ed estremamente somiglianti tra loro.
La testa del bronzo A

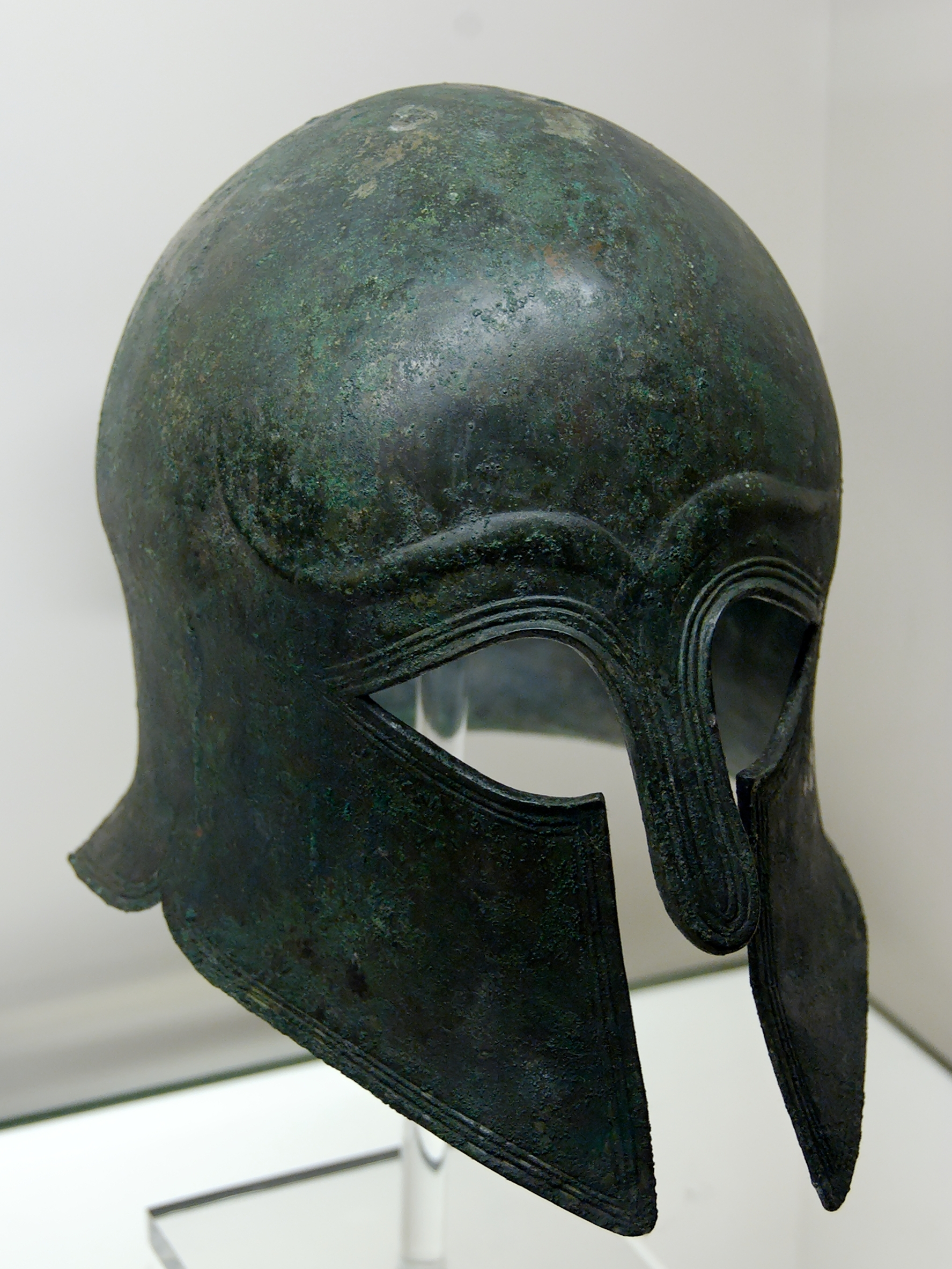
Un elmo corinzio

Analizzando con attenzione due elementi chiave sulla testa del bronzo A, appaiono chiari degli indizi di fondamentale importanza per dedurre quale fosse l'aspetto che la statua aveva in origine. La grossa fascia presente poco più in alto delle tempie non può essere infatti né un diadema né lo spazio per una corona d'alloro (come si era precedentemente ipotizzato), ma si tratta piuttosto di una fascia di lana che più semplicemente serviva a proteggere la testa del guerriero dal contatto con l'elmo metallico permettendo di appoggiarlo agevolmente. La fascia infatti non è liscia, ma presenta una sporgenza triangolare con la punta in alto: elemento che combacia perfettamente con l'angolo presente su ogni elmo corinzio tra il paranuca e le paragnatidi. Sulla nuca è inoltre visibile una larga base di appoggio, ulteriore segno del paranuca dell'elmo. Riguardo al foro con il perno in bronzo presente sulla sommità della testa sono state formulate molte strane ipotesi (tra cui anche la ipotetica presenza di un ombrellino per proteggere la statua dagli escrementi degli uccelli), ma più semplicemente Castrizio afferma che il perno serviva a fissare l'elmo corinzio, il quale avendo pochi punti d'appoggio non sarebbe così stato spostato da urti o eventi atmosferici. Dunque la statua A portava in origine un elmo corinzio, collocato in posizione rialzata sulla fronte (come era consuetudine fare nella rappresentazione di un guerriero eroizzato) affinché si vedesse il volto altrimenti coperto. L'effetto realistico dei capelli, fusi uno ad uno, che si intravedevano da sotto l'elmo doveva in effetti essere notevole.
La testa del bronzo B
Nel bronzo B l'artista non ha seguito gli stessi criteri adottati per l'altra statua, nella nuova scultura infatti la stabilità dell'elmo "appoggiato" sulla testa era garantita dalla forma innaturalmente allungata della calotta cranica, che però in tal modo manteneva saldo l'elmo sulla testa. D'altro canto questa maggiore sicurezza nel fissaggio dell'elmo avrebbe comportato la perdita del realismo che caratterizzava l'altra statua non potendovi scorgere i capelli sotto l'elmo. Ma proprio qui lo scultore sembra nuovamente stupire, poiché l'elemento realistico che caratterizza la statua B è dato da un altro particolare: non dai capelli ma da qualcosa che li ricopre. All'altezza dei fori per gli occhi dell'elmo corinzio la testa presenta un alloggiamento per un tassello rettangolare con delle ribattiture che lo rendono pieno di puntini, proprio sulla fronte poi si vede un triangolo che copre i capelli con le medesime ribattute che simulano il tipico aspetto della pelle animale conciata. Se ne deduce chiaramente che il bronzo B aveva tra la testa e l'elmo una specie di cuffia di cuoio. Questa sorta di caschetto in pelle è testimoniato da altri segni nel bronzo, infatti le orecchie presentano il foro di un chiodo per fissare un elemento aggiunto a parte, e la barba è profondamente segnata da un incavo che sembra segnalare un sottogola allacciato sotto il mento. Partendo da questi segni evidenti alcuni studiosi hanno in precedenza ipotizzato che la statua portasse un caschetto da pugile, concludendo che si trattasse di un atleta raffigurato come guerriero (e dunque si sarebbe trattato di Eutymos da Locri Epizefiri, pugilatore ed eroe, opera dello scultore Pitagora di Reggio); ma non tutto concorda perfettamente con tale ipotesi. Innanzitutto i caschetti di cuoio dei pugili (o dei pancraziasti) hanno una strana forma con lunghissimi paraorecchi e privi di lacci e paranuca "a ricciolo"; inoltre, anche volendo accettare tale interpretazione, i segni presenti sulla statua non troverebbero adeguata spiegazione, come i tre appoggi uno dei quali sotto la nuca, al di sotto dell'appoggio dell'elmo, gli altri due dietro le orecchie; dunque si tratta di segni molto evidenti che necessitano di un'analisi più accurata.

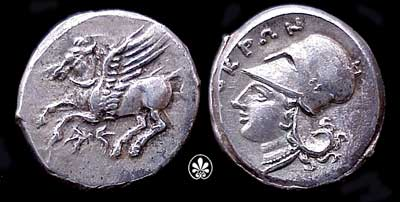
Moneta del IV secolo a.C.: è visibile il paranuca "a ricciolo" sotto l'elmo corinzio.

Sulle monete in corso nel V e IV secolo a.C. al di sotto dell'elmo corinzio viene raffigurato un caschetto di cuoio (in greco kynê) con paraorecchie ed un particolare paranuca "a ricciolo". Dunque sembra essere questo l'elemento chiave che mancava all'analisi del casco di cuoio. L'esempio più completo lo si trova su un vaso attico del Guglielmi painter che raffigura Ettore munito di elmo corinzio, con sotto la kynê con paraorecchie, laccio e paranuca a ricciolo. L'elemento recuperato diventa così importantissimo ai fini della ricostruzione e dell'interpretazione delle statue, perché la kynê è il segno che contraddistingue lo stratego, il generale dell'esercito di una polis greca. Il nostro bronzo B allora è stato caratterizzato per farlo riconoscere dai contemporanei come il comandante di un'armata.
Gli scudi e le armi
La ricostruzione degli scudi (andati perduti come gli elmi) imbracciati dalle due statue si rivela più semplice, infatti è ancora presente sul braccio sinistro di ambedue le statue il porpax che serviva ad imbracciare lo scudo, e le maniglie che erano strette nelle mani per rendere più salda la presa. Contrariamente a quanto sostenuto in precedenza, la dimensione degli scudi doveva essere abbastanza grande per permettere a chi guardava le statue di riconoscere l'hoplon, pesante scudo tipico dell'oplita delle poleis del V secolo a.C.
Riguardo alle armi che i due bronzi tenevano nelle mani, sono state moltissime le ipotesi formulate in precedenza dagli studiosi: si è detto rami d'alloro, una spada, oppure un giavellotto di cui sarebbero stati riconosciuti nella mano i segni per il fissaggio di una corda che serviva ad aumentare la propulsione e la precisione dell'arma. Tale ipotesi però cade nel momento in cui dalle fonti emerge chiara la scarsa considerazione nella quale si tenevano le armi da lancio, che non permettevano di mostrare il proprio valore. Sarebbe infatti improbabile che lo scultore avesse voluto mostrare un personaggio sminuito nella sua dignità, come un lanciatore di giavellotto, che non aveva una parte importante nell'ambito della battaglia oplitica. È chiaro pensare dunque che l'arma tenuta in mano fosse una pesante lancia oplitica, della quale infatti rimangono anche i segni dell'appoggio sull'avambraccio. Si vede chiaramente che il bronzo A teneva la lancia tra l'indice e il medio, con un gesto che permetteva di non fare toccare terra la seconda punta dell'arma, per non rischiare di "spuntarla" (dunque un altro particolare di estremo realismo eseguito dallo scultore), in mancanza di appoggio i perni fissati nelle dita per sorreggere la lancia hanno fatto erroneamente pensare alle corregge del giavellotto. Il bronzo B invece teneva la lancia in un modo più normale, mantenendola nel palmo della mano.
L'esame dei documenti storici
Se nella tragedia attica dei Sette a Tebe di Eschilo i due fratelli Eteocle e Polinice si uccidono senza l'intervento della madre, e nell'Edipo re di Sofocle ella si suicida quando comprende di aver sposato il figlio, il mito magnogreco opera di Stesicoro riporta la tradizione secondo cui Giocasta non si suicida, ma tenta di dividere i figli nel momento in cui i due si affrontano.
Quest'ultima versione del mito è raffigurata con tutti i personaggi in una serie di sarcofagi attici. Al centro della scena, mentre i due si fronteggiano, la vecchia madre tenta di dividerli, scoprendo i propri seni per ricordare loro di aver succhiato lo stesso latte e di essere dunque fratelli.
Alcuni studiosi ritengono che la scena rappresentata sui sarcofagi copi un celebre gruppo statuario dell'antichità:
(Taziano, Adversos Graecos (Contro i pagani), 34, p. 35, 24, trad. di A. De Franciscis)
Che tale opera sia tramandata attraverso i sarcofagi è stato provato e confermato dagli studiosi, ma la cosa più sorprendente è il fatto che i due fratelli rappresentati sui sarcofagi siano estremamente simili nella composizione ai due Bronzi da Riace, in una posa simmetrica che ricorda la loro comune origine; inoltre alcune di queste rappresentazioni, mostrano la smorfia di Polinice che digrigna i denti, perfettamente corrispondente a quella della statua A.

#### Ipotesi di Brinkmann e Koch-Brinkmann

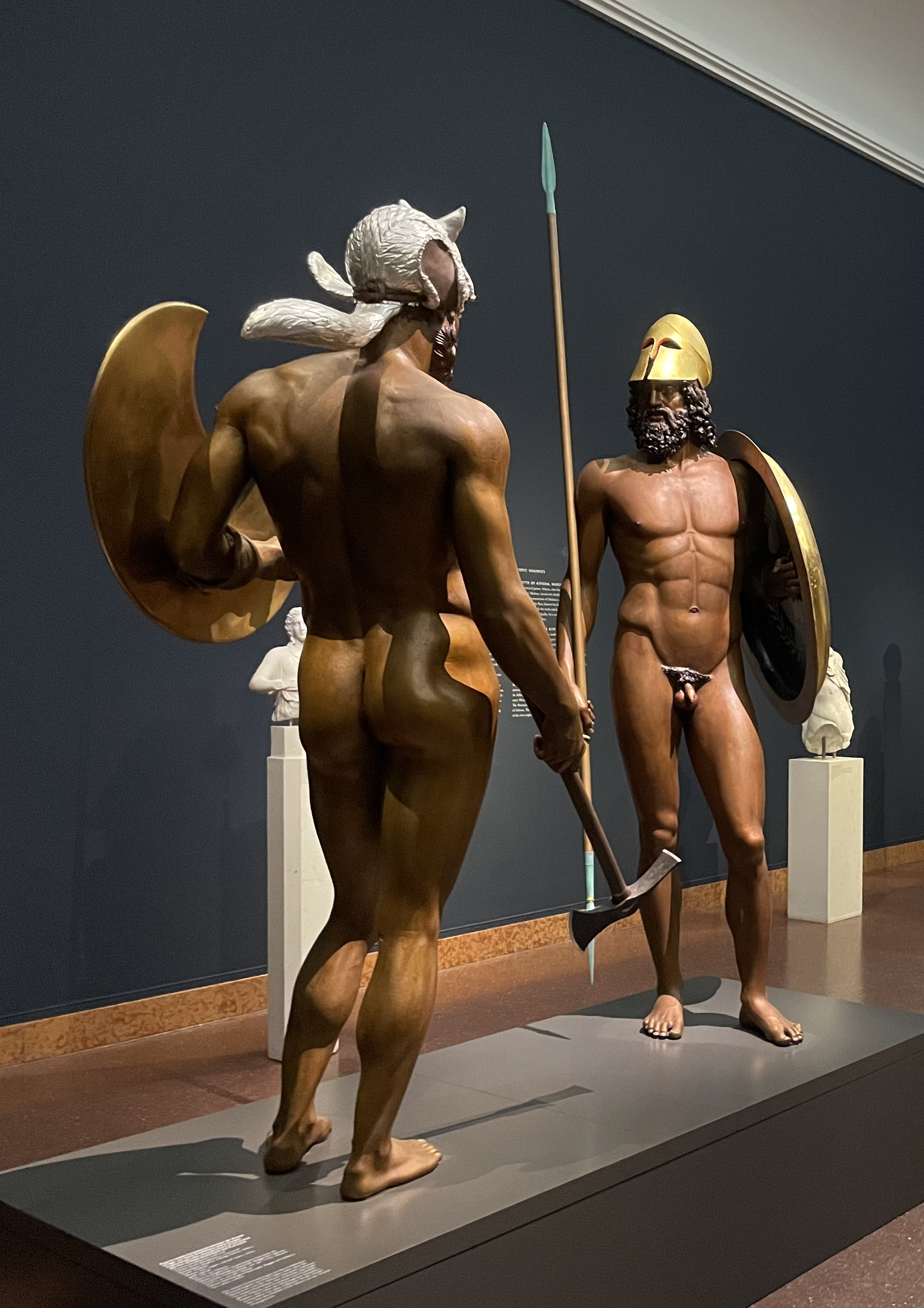
Ricostruzione sperimentale dei Bronzi come Eretteo ed Eumolpo (Frankfurt Liebieghaus Polychromy Research Project, Brinkmann & Koch-Brinkmann

Recenti indagini, misurazioni e il processo di ricostruzione sperimentale, realizzato dal Liebieghaus Polychromy Research Project con il sostegno di Salvatore Settis e del Ministero della cultura italiano, forniscono le basi per una nuova interpretazione delle figure.
Sulla parte superiore non finita della testa di Riace B ci sono tracce che possono essere servite per attaccare un berretto di pelle di volpe (greco: alopekis). Secondo le tracce sopravvissute, la mano destra teneva un'arma con un manico corto, cioè un'ascia da battaglia. Se Riace B possedeva davvero un tale alopekis e un'ascia da battaglia, allora la conclusione è che egli rappresenta un eroe tracio.
L'unico eroe tracio nella mitologia greca che viene menzionato per la sua abilità nel combattimento è Eumolpo, il figlio di Poseidone. Nella cosiddetta guerra eleusina minaccia Atene e le truppe di Eretteo, figlio di Atena.
Pausania (1.27.4) menziona un gruppo di statue di bronzo che si trovava sull'Acropoli ateniese e mostrava Eumolpos ed Eretteo poco prima del loro duello. Forse questo gruppo è stato conservato come originale nei due guerrieri di Riace.

### Tabelle riassuntive
| studioso | collocazione                 | personaggio A               | personaggio B               | scultore A                       | scultore B                       | datazione A                   | datazione B                   |
| -------- | ---------------------------- | --------------------------- | --------------------------- | -------------------------------- | -------------------------------- | ----------------------------- | ----------------------------- |
| Stucchi  | Magna Grecia                 | Euthymos                    | Euthymos                    | Pitagora di Reggio               | artista magnogreco               | 470 a.C.                      | 425 a.C.                      |
| Paribeni | Magna Grecia                 | un eroe, forse Aiace Oileo  | uno stratego                | artista peloponnesiaco           | artista atticizzante             | 460-450 a.C.                  | 410-400 a.C.                  |
| Rolley   | ?                            | eroe eponimo attico?        | eroe eponimo attico         | artista attico                   | scuola fidiaca                   | 460 a.C.                      | 430 a.C.                      |
| Dontàs   | Agorà di Atene               | eroe eponimo                | eroe eponimo                | Mirone                           | Alkamenes                        | 450 a.C.                      | 450 a.C.                      |
| Harrison | Olimpia                      | donario degli Achei         | donario degli Achei         | Onatas                           | Onatas                           | 470-460 a.C.                  | 470-460 a.C.                  |
| Di Vita  | Grecia                       | atleta oplitodromo          | atleta oplitodromo          | artista attico, forse Mirone     | artista attico                   | 460 a.C.                      | 430 a.C.                      |
| Holloway | Sicilia                      | ecista fondatore            | ecista fondatore            | bronzista siceliota              | bronzista siceliota.             | metà V secolo a.C.            | metà V secolo a.C.            |
| Ridgway  | Collocazione in epoca romana | guerriero di un poema epico | guerriero di un poema epico | scuola eclettica e classicistica | scuola eclettica e classicistica | I secolo a.C. - I secolo d.C. | I secolo a.C. - I secolo d.C. |

Ipotesi formulate dopo l'ultimo restauro del 1995
Si scarta l'ipotesi che si possa trattare di atleti e di personaggi storici, mentre va consolidandosi l'ipotesi che si tratti di due figure mitologiche dei Sette contro Tebe.
| studioso                  | collocazione      | personaggio A      | personaggio B        | scultore A         | scultore B         | datazione A   | datazione B   |
| ------------------------- | ----------------- | ------------------ | -------------------- | ------------------ | ------------------ | ------------- | ------------- |
| Moreno                    | Argo              | Tideo              | Anfiarao             | Hageladas          | Alkamenes          | 450 a.C.      | 440 a.C.      |
| Castrizio                 | Argo              | Polinice           | Eteocle              | Pitagora di Reggio | Pitagora di Reggio | V secolo a.C. | V secolo a.C. |
| Spatari                   | Bruzio ed Etruria | eroe dello Stretto | eroe del fiume Sagra | Vulca di Veio      | scuola etrusca     | 500 a.C.      | 520 a.C.      |
| Brinkmann, Koch-Brinkmann | Atene, Acropoli   | Eretteo            | Eumolpo              | Mirone?            | ?                  | 440 a.C.      | 440 a.C.      |